# 浦上そぼろ
浦上そぼろ（うらかみそぼろ）は、長崎市浦上地区に伝わる郷土料理。

## 概要
1500年代後半、浦上地区で布教を行っていたポルトガルの宣教師により「健康に良い食べ物」として豚肉を食べる文化が伝わり、誕生した料理といわれている。
おぼろより粗いため「そおぼろ」と呼んだことが由来とする説や、ポルトガル語「ソブラード」(余り物)が由来とする説がある。そぼろと名が付くが、挽肉ではなく細切りの豚肉を用いる。
豚肉の他に、ゴボウ、モヤシ、人参、こんにゃく、揚げかまぼこなどの具材を用い、出汁、酒、醤油、砂糖、みりんなどの調味料で炒め煮にした料理。ゴボウには豚の臭みを消す効果もある。
長崎では学校給食のメニューとしても取り上げられる。